# Alexander Breidvik
Alexander Breidvik (Askvoll, 17 marzo 1986) è un ex calciatore norvegese, di ruolo centrocampista.

## Carriera

### Club

#### Sogndal
Breidvik raggiunse la notorietà nel 2002, vincendo un concorso televisivo indetto dal canale norvegese TV3. Il calciatore firmò poi per il Sogndal, per cui poté esordire nell'Eliteserien il 1º novembre 2003, quando sostituì Alexander Ødegaard nella sconfitta per 3-2 contro il Molde. Giocò altri 2 incontri nella massima divisione nell'annata successiva, in cui la squadra non raggiunse la salvezza e retrocesse in 1. divisjon.
Il suo spazio in squadra cominciò ad aumentare e totalizzò 8 presenze nel campionato 2005. Il 17 aprile 2006 arrivò la prima rete per il Sogndal, che fissò sul definitivo 3-0 il punteggio con cui la squadra si impose sul Tromsdalen.
Agli inizi del 2007 si procurò un trauma alla testa a La Manga del Mar Menor, in Spagna, in un camp d'allenamento della squadra a cadenza annuale. Questo incidente chiuse la sua carriera calcistica. Nel 2008, i suoi ex compagni di squadra organizzarono una raccolta fondi per aiutarlo.

### Nazionale
Breidvik collezionò apparizioni per la Norvegia under 16, per la Norvegia under 17 e per la Norvegia under 18. Totalizzò, complessivamente, 16 presenze e una marcatura per le varie Nazionali giovanili norvegesi.

## Statistiche

### Presenze e reti nei club
| Stagione       | Club           | Campionato     | Campionato | Campionato | Coppe nazionali | Coppe nazionali | Coppe nazionali | Coppe continentali | Coppe continentali | Coppe continentali | Supercoppe | Supercoppe | Supercoppe | Totale | Totale |
| Stagione       | Club           | Comp           | Pres       | Reti       | Comp            | Pres            | Reti            | Comp               | Pres               | Reti               | Comp       | Pres       | Reti       | Pres   | Reti   |
| -------------- | -------------- | -------------- | ---------- | ---------- | --------------- | --------------- | --------------- | ------------------ | ------------------ | ------------------ | ---------- | ---------- | ---------- | ------ | ------ |
| 2003           | Sogndal        | ES             | 1          | 0          | CN              | 0               | 0               | -                  | -                  | -                  | -          | -          | -          | 1      | 0      |
| 2004           | Sogndal        | ES             | 2          | 0          | CN              | 1               | 0               | -                  | -                  | -                  | -          | -          | -          | 3      | 0      |
| 2005           | Sogndal        | 1D             | 8          | 0          | CN              | 0               | 0               | -                  | -                  | -                  | -          | -          | -          | 8      | 0      |
| 2006           | Sogndal        | 1D             | 14         | 1          | CN              | 0               | 0               | -                  | -                  | -                  | -          | -          | -          | 14     | 1      |
| Totale Sogndal | Totale Sogndal | Totale Sogndal | 25         | 1          |                 | 1               | 0               |                    | -                  | -                  |            | -          | -          | 26     | 1      |
| Totale         | Totale         | Totale         | 25         | 1          |                 | 1               | 0               |                    | -                  | -                  |            | -          | -          | 26     | 1      |